# Карташова, Нина Яковлевна
Нина Яковлевна Карташова (Пелагенко) (25 мая 1940 — 7 сентября 2017) — передовик советского сельского хозяйства, бригадир бройлерной фабрики совхоза «Красный» Симферопольского района Крымской области, Герой Социалистического Труда (1976).

## Биография
Родилась 25 мая 1940 года в селе Берёзовка, Ак-Шеихского района ныне Раздольненского района Республики Крым в крестьянской украинской переселенческой семье. С начала Великой Отечественной войны и до мая 1944 года находилась на оккупированной территории. Работать начала после завершения обучения в восьми классах школы. Трудоустроилась дояркой в местный колхоз имени Калинина. В 1965 году завершила обучение в сельскохозяйственном техникуме и получила профессию зоотехник. С 1964 года работала птичницей в совхозе «Красный» в селе Мирном.
Позже была назначена бригадиром бройлерной фабрики, которая по итогам работы в девятой пятилетки победила в социалистическом соревновании среди всех птицефабрик Украинской ССР. Указом Президиума Верховного Совета СССР от 10 марта 1976 года за получение высоких результатов в сельском хозяйстве и рекордные показатели в птицеводстве Нине Яковлевне Пелагенко (в замужестве — Карташовой) было присвоено звание Героя Социалистического Труда с вручением ордена Ленина и золотой медали «Серп и Молот». Продолжала работать на ферме. В 1976 году завершила обучение в сельскохозяйственном институте в городе Балашихе. Стала работать заведующей инкубатора совхоза. Вышла на заслуженный отдых в 1990 году, общий трудовой стаж составил 40 лет. Избиралась делегатом XXV съезда КПСС, была депутатом Симферопольского городского Совета.
Проживала в селе Мирном. Умерла 7 сентября 2017 года.

## Награды
За трудовые успехи была удостоена:
- золотая звезда «Серп и Молот» (10.03.1976)
- орден Ленина (10.03.1976)
- другие медали[3].